# Fuchun (köpinghuvudort i Kina, Jiangxi Sheng, lat 29,32, long 117,54)
Fuchun är en köpinghuvudort i Kina. Den ligger i provinsen Jiangxi, i den sydöstra delen av landet, omkring 180 kilometer nordost om provinshuvudstaden Nanchang. Antalet invånare är 28 065. Befolkningen består av 13 692 kvinnor och 14 373 män. Barn under 15 år utgör 19,0 %, vuxna 15-64 år 72 %, och äldre över 65 år 7,0 %.
Runt Fuchun är det ganska tätbefolkat, med 104 invånare per kvadratkilometer. Fuchun är det största samhället i trakten. I omgivningarna runt Fuchun växer i huvudsak blandskog.
Genomsnittlig årsnederbörd är 2 672 millimeter. Den regnigaste månaden är juni, med i genomsnitt 444 mm nederbörd, och den torraste är oktober, med 51 mm nederbörd.